# 後藤冬吾
後藤 冬吾（ごとう とうご、12月18日 - ）は、日本の漫画原作者。大阪府出身。

## 来歴
2016年、「仄見える少年」がJUMPトレジャー新人漫画賞10月期で佳作・グランドトレジャー賞を受賞。審査員は古館春一。2017年、同作が『ジャンプGIGA』（集英社）に掲載され、初の増刊掲載を果たす。同年、同誌にて松浦健人の作画による『水球どんぶらこ』の連載を開始し、連載デビューを果たす。2018年、松浦の作画による「仄見える少年」が第13回金未来杯でグランプリを受賞。
2020年、『週刊少年ジャンプ』にて『仄見える少年』を連載開始。読み切り版同様に後藤が原作を務め、松浦が漫画を担当した。2025年、松浦と再びタッグを組み、同誌にて『ハルカゼマウンド』の連載を開始。

## 人物
好きな漫画は皆川亮二の『ARMS』、石田スイの『東京喰種トーキョーグール』、荒川弘の『鋼の錬金術師』。

## 作品リスト

### 連載
- 水球どんぶらこ（作画：松浦健人、『ジャンプGIGA』2018 WINTER vol.1[8] - vol.3[9]） - 初連載作品[5]
- 仄見える少年（漫画：松浦健人[10]、『週刊少年ジャンプ』2020年39号[6] -  2021年18号）
- ハルカゼマウンド（作画：松浦健人、『週刊少年ジャンプ』2025年29号[7] - ）

### 読み切り
- 仄見える少年（作画：甲斐基博、『ジャンプGIGA』 2017 vol.1[11]）
- ミイラ伍式（作画：松浦健人、『ジャンプGIGA』2017 vol.4[12]）
- 仄見える少年（作画：松浦健人、『週刊少年ジャンプ』2018年39号[13]） - 第13回金未来杯参加作品[6]
- 暗狩りの吸血鬼（作画：松浦健人、『ジャンプGIGA』2020 WINTER[14]）
- ハルカゼマウンド（作画：松浦健人、『週刊少年ジャンプ』2022年33号[15]）
- 仮面奇譚テオ（作画：松浦健人、『週刊少年ジャンプ』2024年22・23合併号[16]）
- 獄使 刀折り（作画：遠野景彪、『少年ジャンプ+』2024年5月24日[17]）